# Eimeria stiedai
Eimeria stiedai ist ein parasitischer Einzeller aus der Gruppe der Kokzidien. Er ist einer der Erreger der Kokzidiose der Kaninchen, genauer der Leber- oder Gallengangskokzidiose. Der Parasit kommt weltweit vor und verursacht schwere wirtschaftliche Schäden in der Hauskaninchenhaltung.
Die eiförmige Oozyste ist 30–41 × 15–24 µm groß. Nach oraler Aufnahme der Oozyste werden die Sporozoiten im Dünndarm freigesetzt und dringen in die Darmwand ein. Über Lymphkapillaren und Pfortader dringen sie in die Epithelzellen der Gallengänge ein. Hier durchläuft der Erreger eine ungeschlechtliche Vermehrung über sechs Merontengenerationen. Anschließend kommt es zur geschlechtlichen Fortpflanzung (Gamogonie) durch Bildung von Makro- und  Mikrogamonten. Diese verschmelzen zur Zygote, um die sich eine Hülle bildet, wodurch die infektiöse Oozyste entsteht. Diese gelangt über die Galle und den Kot in die Außenwelt.